# Poggio Nativo
Poggio Nativo ist eine Gemeinde mit 2560 Einwohnern (Stand 31. Dezember 2023) in der Provinz Rieti in der italienischen Region Latium.

## Geographie
Poggio Nativo liegt 55 km nordöstlich von Rom und 29 km südlich von Rieti in den Sabiner Bergen oberhalb des Tals des Farfa. Das Gemeindegebiet erstreckt sich von 194 bis 494 m s.l.m.
Zur Gemeinde gehören die Ortsteile Casali di Poggio Nativo, das mit Abstand die meisten Einwohner hat, und Monte Santa Maria.
Die Gemeinde befindet sich in der Erdbebenzone 2 (mittel gefährdet).
Die Nachbargemeinden sind Casaprota, Castelnuovo di Farfa, Frasso Sabino, Mompeo, Nerola (RM), Poggio Moiano, Scandriglia und Toffia.

## Verkehr
Der Ortsteil Casali liegt an der strada statale 4 Via Salaria (SS 4), die von Rom über Rieti an die Adriaküste führt. Die nächste Autobahnauffahrt ist Roma Nord an der A1 Autostrada del Sole in 26 km Entfernung.
Der nächste Bahnhof befindet sich in Passo Corese an der Regionalbahnstrecke FR1 vom Flughafen Rom-Fiumicino über Rom-Tiburtina nach Orte in 22 km Entfernung.

## Geschichte
Poggio Nativo wurde im 10. Jahrhundert unter dem Namen Podium Donadei  gegründet. Papst Urban VIII. ernannte um 1635 Federico Savelli, einen Truppenkommandeur im Heer von Kaiser Ferdinand III. während des späten Dreißigjährigen Krieges und Generalleutnant der päpstlichen Armee, zum Herzog von Poggio Nativo.

## Bevölkerungsentwicklung
| Jahr      | 1861 | 1881 | 1901 | 1921 | 1936 | 1951 | 1971 | 1991 | 2001 |
| --------- | ---- | ---- | ---- | ---- | ---- | ---- | ---- | ---- | ---- |
| Einwohner | 1643 | 1765 | 1891 | 1829 | 2409 | 2030 | 1541 | 1801 | 2049 |

Quelle: ISTAT

## Politik
Veronica Diamilla (Lista Civica: Bene Comune) wurde am 26. Mai 2019 zur Bürgermeisterin gewählt.